# Nannastacus georgi
Nannastacus georgi är en kräftdjursart som beskrevs av Stebbing 1900. Nannastacus georgi ingår i släktet Nannastacus och familjen Nannastacidae. Inga underarter finns listade i Catalogue of Life.